# جوزيف لازاروس
جوزيف لازاروس (بالإنجليزية: Joseph Lazarus)‏ (18 ديسمبر 1903 – 21 يونيو 1943) هو ملاكم أمريكي راحل، مثّل بلاده في الألعاب الأولمبية الصيفية 1924.

## روابط خارجية
جوزيف لازاروس على موقع أوليمبيديا (الإنجليزية)